# Ejército de Liberación de Baluchistán

Bandera empleada por el Ejército de Liberación de Baluchistán

El Ejército de Liberación de Baluchistán (en baluchi: بلۏچستان آجوییء لشکر), también conocido como el Ejército de Liberación Baluchi, es una guerrilla y movimiento de liberación nacional, denominada como organización terrorista, con base en Afganistán. El ELB figura en la lista de organizaciones terroristas de Pakistán, Reino Unido y Estados Unidos.
Desde 2004 el ELB es uno de los principales actores del conflicto de Baluchistán contra el Gobierno de Pakistán por lo que reivindica como la autodeterminación del pueblo baluchi y la separación de Baluchistán de Pakistán; y ha participado en la limpieza étnica de las minorías no baluchis en Baluchistán.
El ELB opera principalmente en Baluchistán, la provincia más grande de Pakistán, donde lleva a cabo ataques contra las Fuerzas Armadas de Pakistán, civiles y extranjeros.
La primera actividad registrada del ELB fue a mediados de 2000, cuando se atribuyó el mérito de una serie de atentados contra las autoridades paquistaníes. El ELB está catalogado como organización terrorista por Pakistán, China, Irán, Reino Unido, Estados Unidos, y la Unión Europea.